# Teotitlán del Valle
Teotitlán del Valle (originalmente Teocaltítlān, en lengua náhuatl "tierra de dioses", teō-, “Dios”, cal-, “casa”, y -ti-tlān 'junto a' ('junto a la casa de Dios') y en zapoteco significa  “tierra de doses) es un pueblo del estado de Oaxaca, Localizado a 30 Kilómetros de la Ciudad de Oaxaca, sobre la carretera federal 190 rumbo al Istmo de Tehuantepec. Es la cabecera del municipio de Teotitlán del Valle.
Teotitlán del Valle se distingue y se caracteriza por su destacada producción de tapetes de lana que sus habitantes elaboran a partir de una tradición ancestral. Fue uno de los principales pueblos zapotecos del México prehispánico, rico en tradiciones y costumbres que datan desde antes de la Colonia y que fueron modificadas al llegar los españoles. Lo religioso , al igual que lo pagano, es la mezcla principal de esta cultura. En las fiestas patronales los danzantes, con sus grandes penachos, bailan en el atrio de la iglesia y llenan de fiesta al pueblo en esos días, además de la calenda que recorre las principales calles del pueblo, en la cual las señoritas del pueblo se visten con su traje típico y cargan una canasta de flores con la imagen de algún santo. La principal fiesta es el primer miércoles julio de cada año. Teotitlán es considerado el primer pueblo fundado por los zapotecos en 1465, según la información recopilada por Fray Francisco de Burgoa.

## Historia
Se considera que este pueblo fue el primero que fundaron los indios zapotecos en el año de 1465 y le llamaban Xaquija, que quiere decir: “Constelación Celeste”. Según la investigación de Manuel Martínez Gracida, existió una roca cortada perpendicularmente llamada Piedra del Sol sobre la cual estaba el ídolo principal de los zapotecas, quienes suponían que dicho Dios les había venido del cielo en forma de ave, acompañado de una luminosa constelación, por lo que le dieron al templo el nombre de Xaquija. La evidencia arqueológica demuestra que los valles de Oaxaca, Tlacolula (Guilá Naquitz, Gheo Shih, Cueva Blanca y Caballito Blanco), Etla y Zimatlán han estado habitados desde la época lítica por grupos seminómadas y 
recolectores de frutas, y una incipiente agricultura 9500 a 7000 a. C.
También existen pinturas y petrografías prehistóricas en grutas, (un posible vínculo) y al mismo tiempo, los datos de los investigadores lingüistas, quienes apuntan que alrededor de 8000 a 7000 a. C. Varias bandas seminómadas del llamado otomangue arribaron desde el norte y más tarde se dividían en diferentes grupos pequeños, como el mixteco y el zapoteco.[cita requerida]

### Primeros asentamientos
Documentos coloniales que registró el fraile Francisco de Burgoa le dan crédito a Xa quija (Bajo el Peñasco) de ser uno de los más antiguos lugares de cultos de los antiguos zapotecos, Benni Gula Laas Zaa “Alma de la Gente Antigua donde están las Nubes” y la historia oral recuenta ahora que Xaguie (Teotitlán del Valle) fue uno de los sitios y aldeas, más antiguos de la etnia zapoteca, al igual que otros sitios, donde los altos dignatarios y sacerdotes llegaron a tener encuentros con personas del valle de Lo Banna “Lugar de la Abundancia” (hoy San José el Mogote, Etla) 1200 a .C. En este lugar existen evidencias firmes de un haber tenido un régimen social, religioso, comercial y político de los zapotecos antes de Monte Albán (Robles, 2002), donde se desarrolló la agricultura y lo cual permitió tener un abasto en alimentos y que propició la jerarquización de la élite y donde éstos acordaron construir y que se edificase sus templos – santuarios los 
cuales más tarde se convertirían en su ciudad Lo Banna “Lugar de la Abundancia”. En ambos sentidos entre la red religiosa y comercial vinculó a éstos antiguos centros con sus moradores y sus séquitos contemporáneos del valle (Atzompa, Xoxocotlán, Coyotepec, Cacautepec, Tomaltepec, Huitzo, Huijazo’o, Huayapam, Dainzú, Ocotlán, Teocuicuilco, Chicomexochitl, Zaachila, Tilcajete, Jalieza, Cuilapam, Zimatlan, Teitipac, Xaaga, Mitla, Lambityeco, Yagul, Tlapacoya, y Zegache). En un documento expuesto en el museo comunitario que data del año 1787, se dice que Teotitlan del valle siempre jugó un papel rector en la historia de los valles centrales de Oaxaca. En tiempos anteriores a la conquista española era un señorío (reino) que tenía un ídolo al que ofrendaban zapotecos de diferentes partes de Oaxaca.
Una leyenda local recopilada por fray Francisco de Burgoa en su geográfica descripción nos narra que Teotitlán era el primer asentamiento zapoteco en la región “Fue la fundación de este pueblo antiquísima, de las primeras de la Zapoteca y sus señores por el sitio de este ídolo, muy temidos, fingiendo su origen haber venido del cielo en figura de ave en una luminosa constelación, con que llamaban a su habitación y todo se ordenaba a mayor culto”. En 1532, Teotitlán y el vecino pueblo de Macuitlxóchitl se convirtieron en un 
corregimiento perteneciente a la alcaldía mayor de Antequera.[cita requerida]
Para el año de 1680 se unificaron los corregimientos de Teotitlan-Machitlxochitl, Mitla y Tlacolula para formar una alcaldía mayor con sede en Teotitlán del Valle. Cerca de 30 pueblos se quedaron bajo la jurisdicción de Teotitlán. En 1787 todas las alcaldías mayores se volvieron en subdelegaciones, la nueva 
unidad administrativa.
Después de la independencia de México, Oaxaca fue dividido en 26 distritos y la cabecera pasó a Tlacolula mientras Teotitlán se convirtió en municipio. El asentamiento más importante en el Valle de Tlacolula era Dainzú, pero también existieron amplias poblaciones localizadas en Macuilxóchitl, Tlacochahuaya, San Juan Teitipac, Abasolo, Yagul y Teotitlán del Valle, teniendo entre todos una población estimada en más de 2000 habitantes. Dicen los antiguos y naturales de este pueblo que en su gentilidad tenían 
por señor a cacique de un pueblo de este obispado que se dice Teozapotlán (Zaachila) a seis leguas de él, al cual sirvieron y tributaron mucho tiempo. Y después tuvieron otro señor del pueblo de Teguantepec 
(Tehuantepec), cuarenta leguas de este pueblo, y después, sirvieron y dieron tributo al pueblo de Cuilapa, naturales mixtecos. Ya todos estos señores que tuvieron les daban de tributo oro en polvo, mantas de algodón 
y gallinas, fardos de ají e indios por esclavos. Tenían ídolos de piedra, a los cuales adoraban y sacrificaban ofreciéndoles, para sacrificio a sus hijos, a los cuales mataban en los ritos que hacían al demonio. Tenían por costumbre bailar y danzar de noche a su modo delante de sus dioses y 
emborracharse.[cita requerida]

## Costumbres y tradiciones

### Textiles de lana

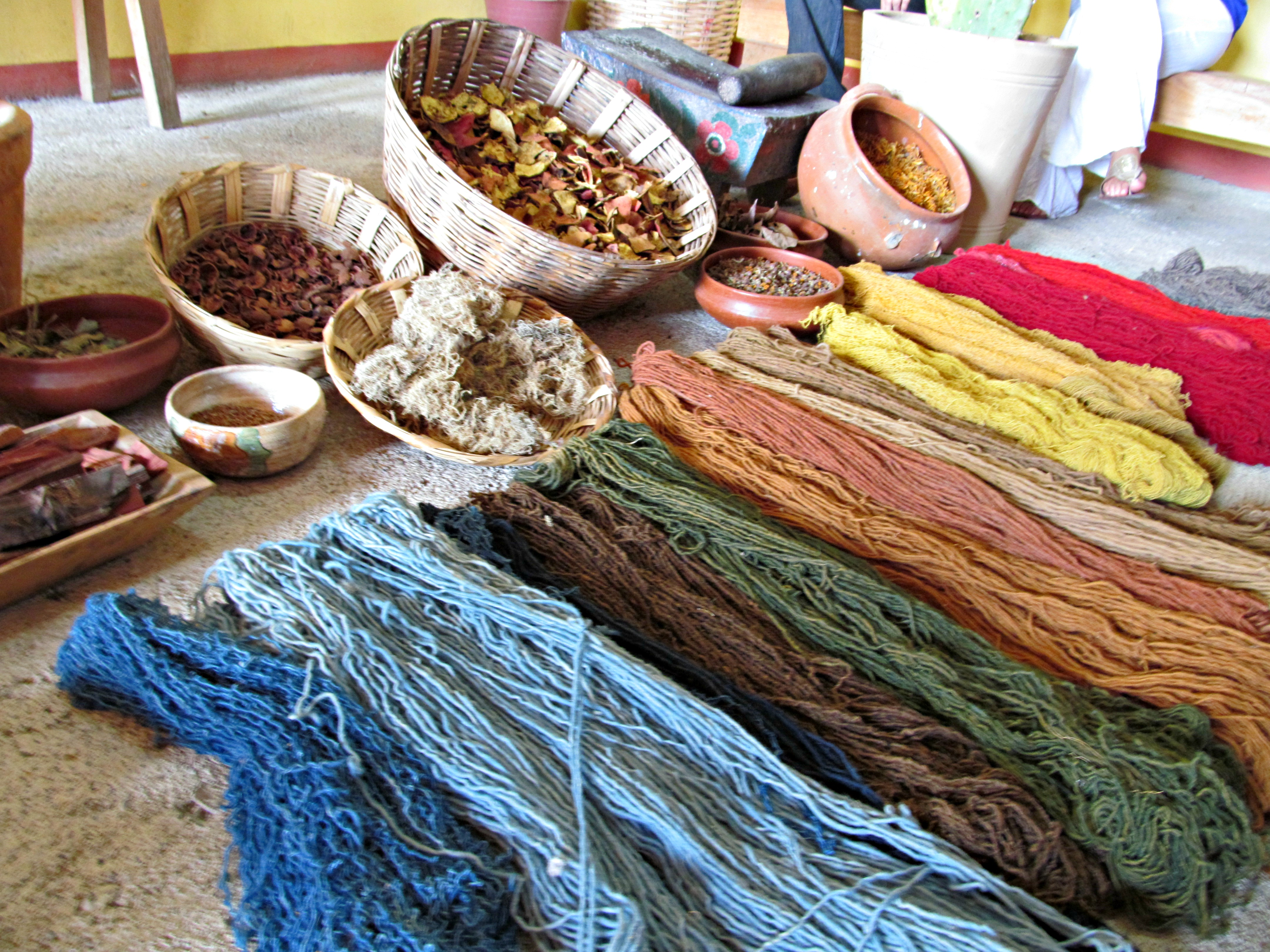
Lana hilada y teñida con frutos secos, plantas e insectos.

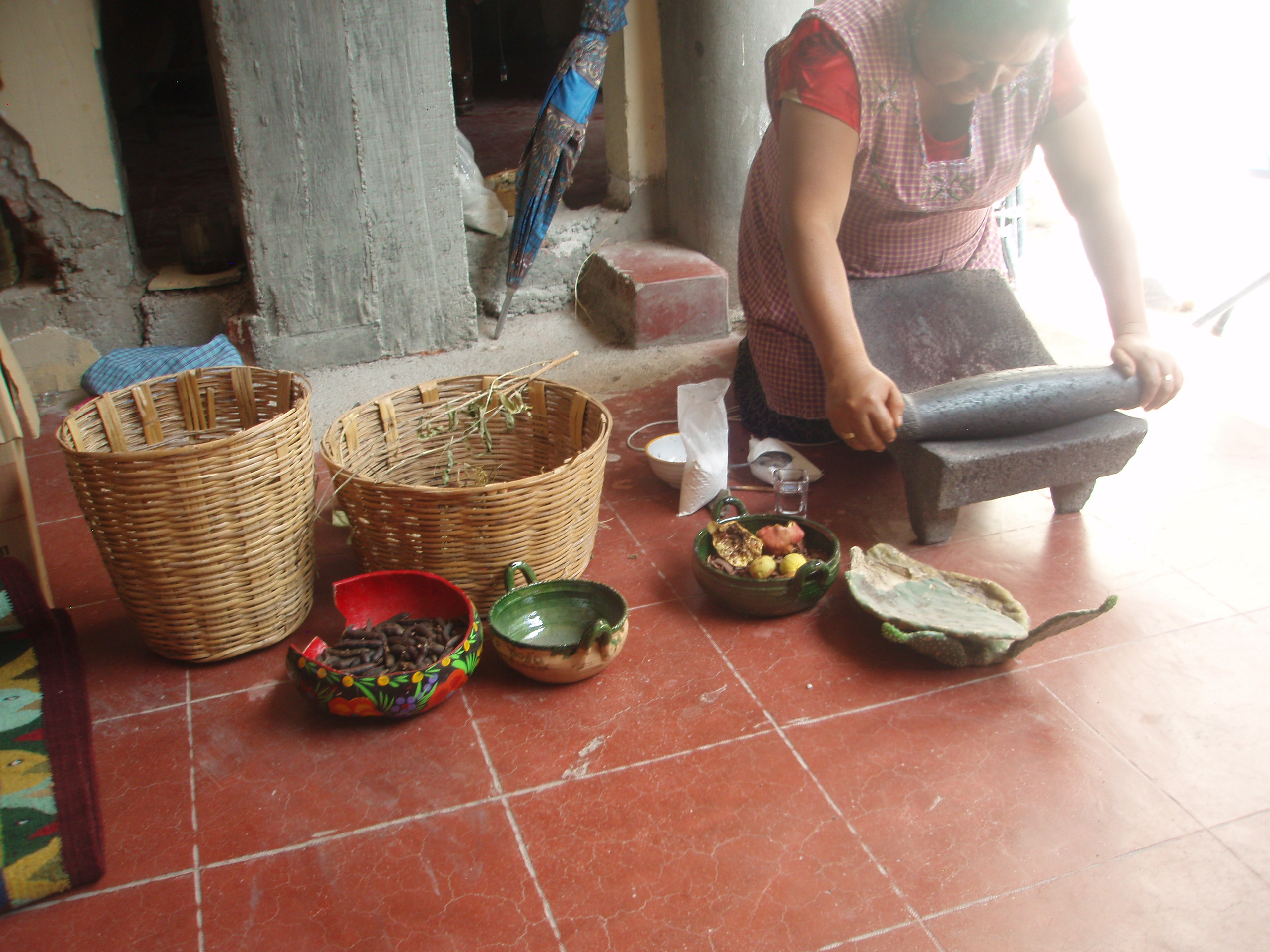
Elaboración de colorantes

En este lugar los artesanos elaboran los famosos sarapes de lana, bolsos, gabanes, tapetes, alfombras y cortinas, entre otras hermosas obras de arte multicolores teñidas naturalmente con diversos frutos y plantas.
La principal tinta es la grana cochinilla, extraída del nopal que tiñe en color rojo carmesí. El color amarillo se extrae de la cáscara de granada; el color café, de la cáscara de nuez; el azul se obtiene de la planta del índigo, también llamada añil.
Los sitios arqueológicos de Teotitlán todavía se pueden identificar a través de la arquitectura o concentraciones de tepalcates. Los habitantes de Teotitlán mencionan Lee nech como la zona que se encuentra en el centro del poblado y los parajes denominados como Niyedain, Wuensu, Guelech, Xashiu y Niza; también se encuentran montículos como Giebets ("piedra de zapote") y en las cumbres de los cerros arriba del pueblo llamados Quiejyu ("cabeza de la tierra") y Quie Lees ("cabeza de la piedra"). Este último sitio aparece en una leyenda local como el lugar donde llegaron los primeros pobladores de Teotitlán del Valle.[cita requerida]
Estos sitios se conocen desde la década de los treinta a partir de los reconocimientos hechos por el doctor Ignacio Bernal y por John Padock; posteriormente, Stephen A. Kowaleski, Gary Feinman, Laura Finstein, y Richard E. Blanton realizaron recorridos de superficie y Jorge Marcus efectuó estudios iconográficos. También se cuenta con información de los trabajos de rescate de los arqueólogos Enrique Gerardo Fernández Dávila, María Victoria Arriola Rivera y Raúl Noé Matadamas Díaz.

### Danza de la Pluma
La danza de la pluma es originaria de los valles centrales de Oaxaca, en una treintena de comunidades zapotecas - mixtecas. Forma parte de un conjunto llamado “danzas de la conquista” que, como su nombre lo indica, hace referencia a episodios de la dominación española sobre la población mesoamericana.

### Fiestas
- El primer miércoles del mes de julio se celebra a la Imagen de la Preciosa Sangre de Cristo.
- El 8 de septiembre se celebra a la Virgen de la Natividad.
- El primer domingo de octubre se celebra a la Virgen del Rosario.[9]

### Música
Se acostumbra tocar el tambor (teponastle) y la chirimía (pequeña flauta de carrizo o madera) para llamar a la asistencia de una asamblea con las autoridades del sitio; existen Bandas de Música de Viento que saben interpretar cualquier melodía típica e incluso moderna.

## Monumentos históricos

### Iglesia "Preciosa Sangre de Cristo"

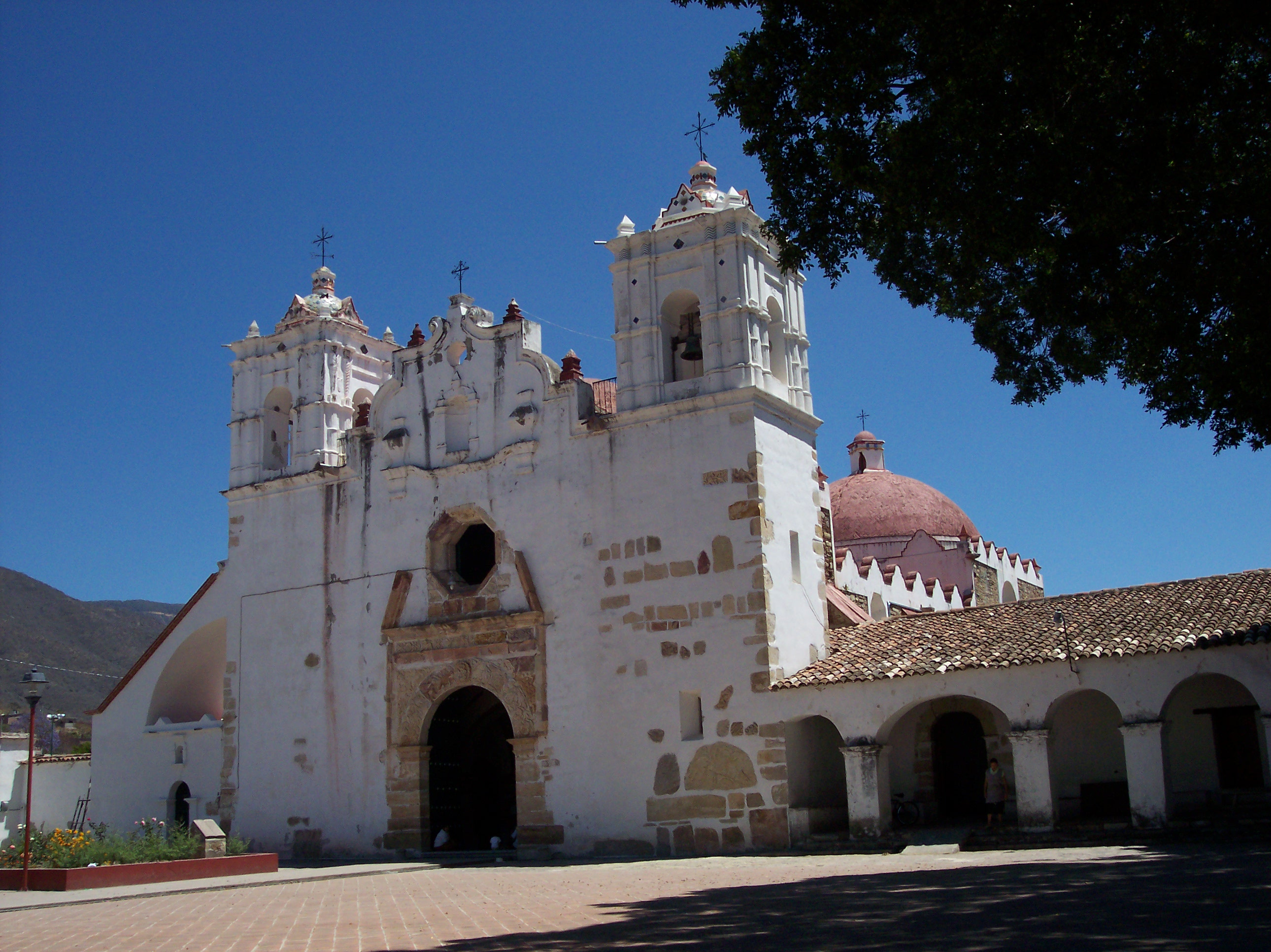
Iglesia Preciosa Sangre de Cristo

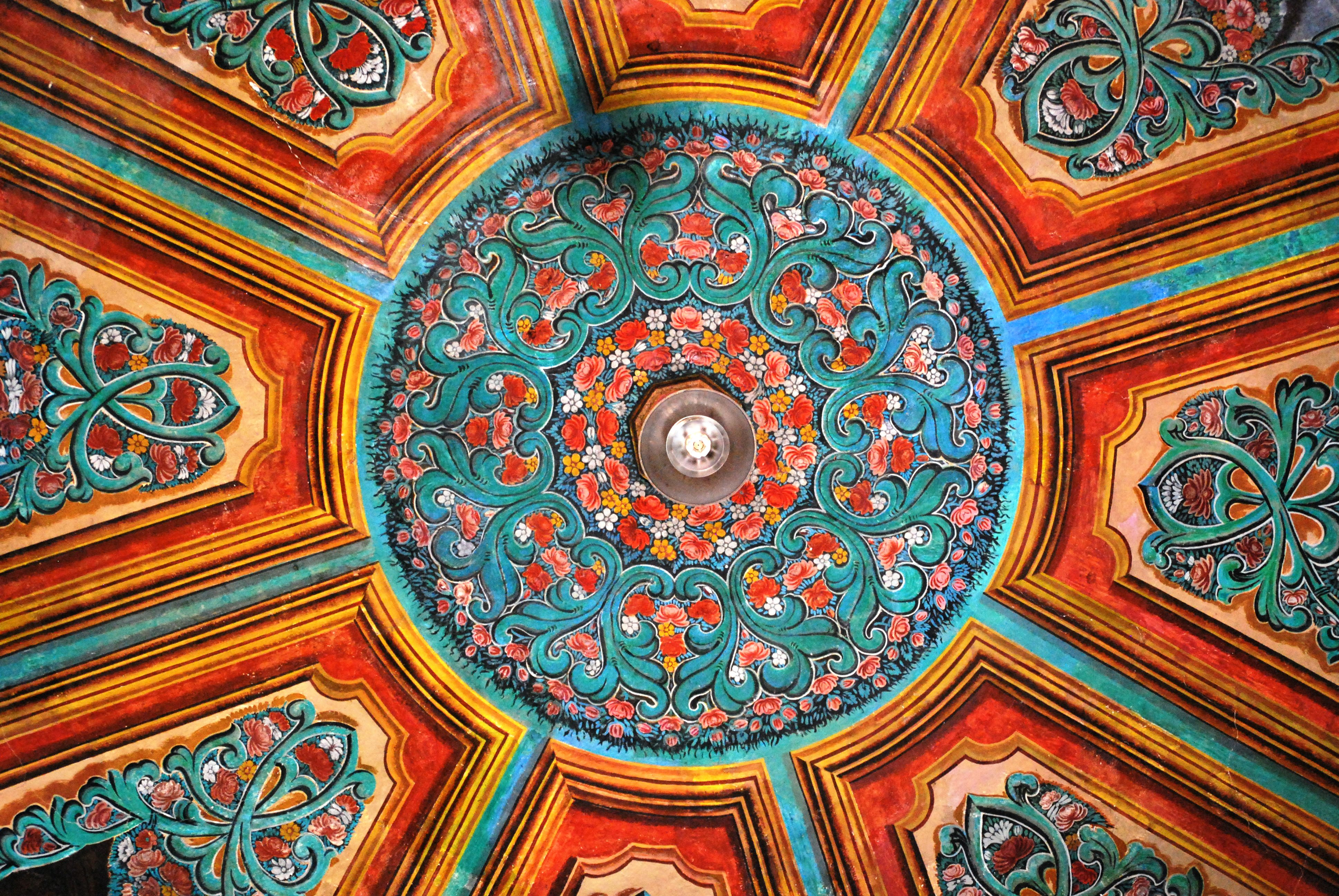
Cúpula de la Preciosa Sangre de Cristo, iglesia de la localidad.

La iglesia “Preciosa Sangre de Cristo” fue construida en el siglo XVII. La fachada principal sobresale por su labrado de cantera, que enmarca al acceso y a la ventana coral. El resto solamente está aplanado con argamasa, y tiene como remate un elemento mixtilíneo, flanqueado por los campanarios de las torres.

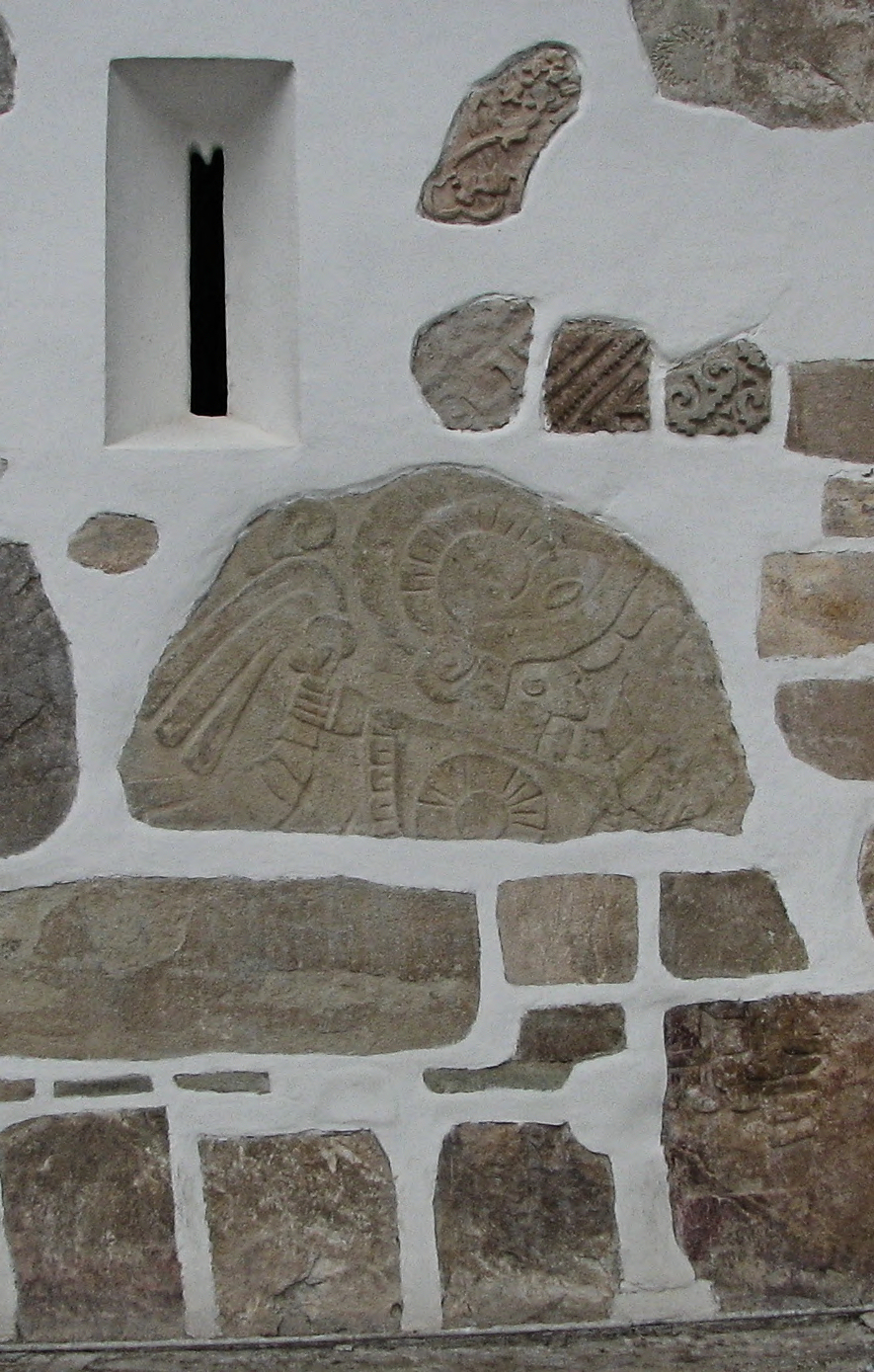
Zona arqueológica

Estos elementos son los más ornamentados; el primero ostenta un nicho entre pilastras que rematan con pináculos; los otros presentan: cornisas, pilastras, vanos con arcos de medio punto, cúpula, cupulín y linternilla.
Esta iglesia fue construida en el sitio de un templo zapoteco, que fue destruido cuando los españoles llegaron, reemplazándolo con esta iglesia. En los cimientos de la iglesia, se puede ver algo de la construcción del templo original. Igualmente, a un lado de la iglesia hay una pequeña área arqueológica. Otra atracción religiosa es la capilla de Cristo Grande situada en una casa privada en la calle de Aquiles Serdán.

### Zona arqueológica
La zona arqueológica está ubicada en el centro de Teotitlán del Valle, y da acceso a grupos de turistas o estudiantes que solicitan permiso con anticipación. Generalmente no está abierta al público, y no se ha implementado un programa de difusión que promueva la visita a este sitio arqueológico. Por otro lado, no se ha establecido un sistema de atención al turismo, no se cuenta con personal suficiente y capacitado que esté en condiciones de proporcionarlo.

## Orografía
El municipio se encuentra ubicado en las faldas de la Sierra Juárez, el poblado está en una pequeña planicie, los principales cerros son el “Gueliaa”, el “Cerro Grande”, el Cerro “Quiea Less”, y el Cerro “Dai-N Nizz”. También se encuentra el “Cerro Picacho” Quie Guia Betz, donde se encuentran dos cruces y se puede considerar un lugar sagrado, gente de la comunidad y visitantes de otras localidades aledañas llegan anualmente a hacer oración cada 3 de mayo.

## Hidrografía
Las principales fuentes de abastecimiento de agua, la conforman 7 ríos que se conocen como el “Río Grande”, el “Gueu-Liaa”, “Guen-Dzu”, el “Gue Duin”, el “Lachuvi”, el “Gue Ve-U” y el “Gue Ya” y dos ojos de agua denominados “Gue Yuchi” y el “chorro” (llkrshin).[cita requerida]
También se encuentra una presa conocida como “Piedra Azul”. Ésta se alimenta de los ríos conocidos como el “Río grande”, “Shta Vizia”, “Gueuslab”, “Gue Yuchi” y “Ruguimba”.  El agua almacenada se utiliza para el riego de aproximadamente 30 hectáreas de uso agrícola, principalmente en cultivos de maíz y alfalfa; sin embargo, debido a la falta de mantenimiento y protección, se encuentra operando al 50 por ciento de su capacidad. También está la presa “Benito Juárez”.